# ظهور ئی-۶

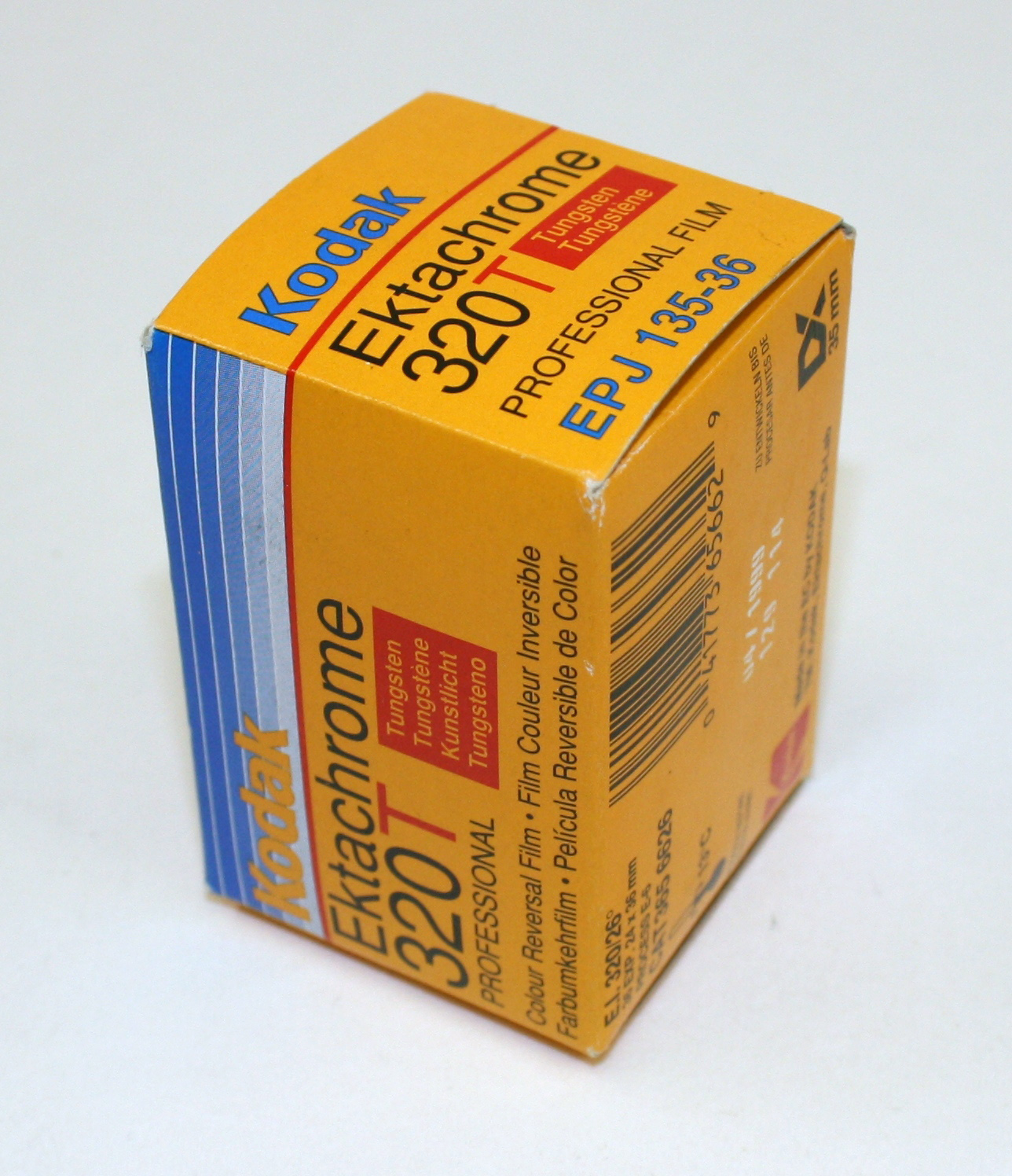
فیلم ریورسال کداک اُکتاکروم

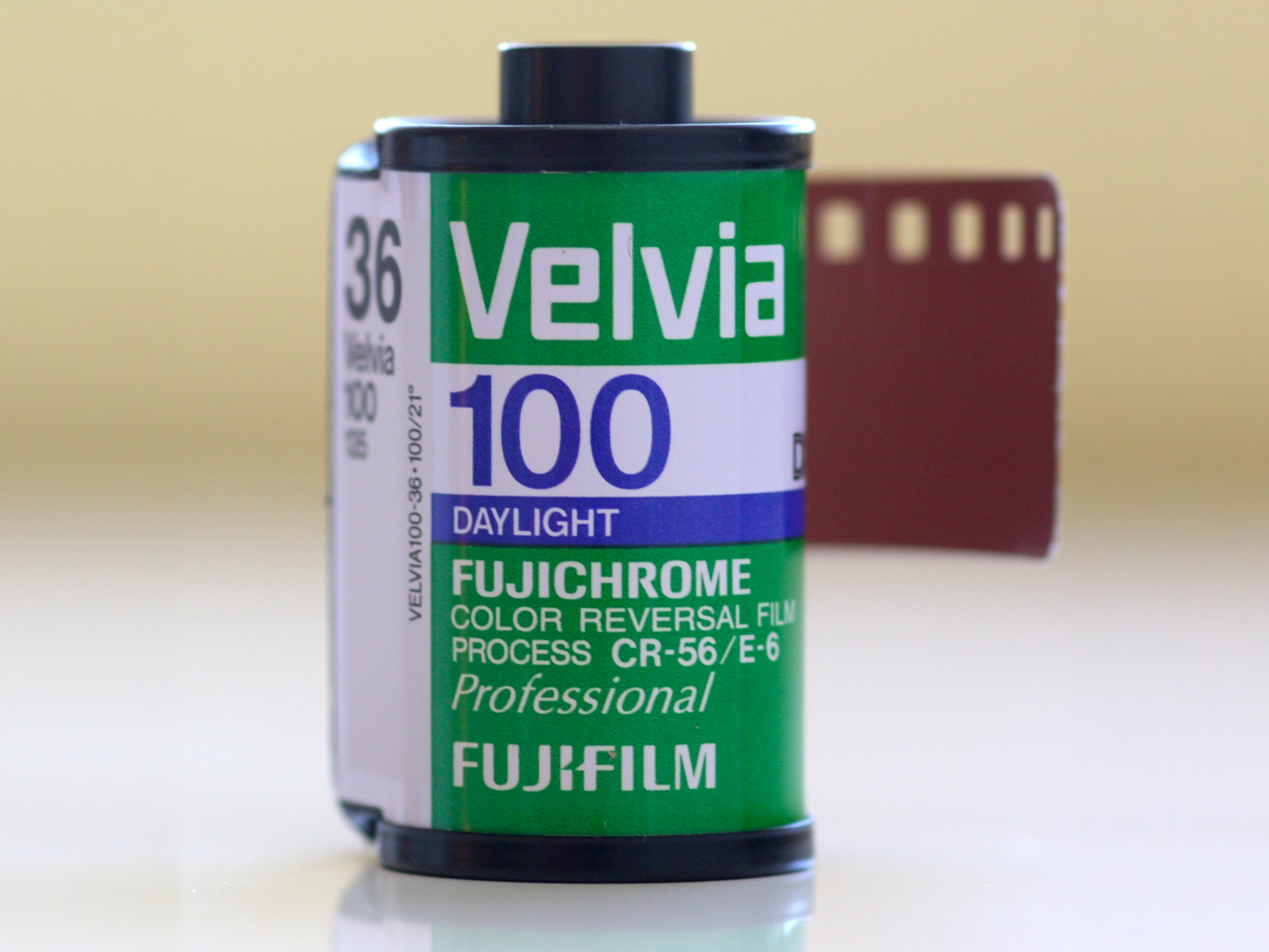
نمونه‌ای از فیلم اسلاید که نیاز به توسعه با استفاده از فرآیند E-6 دارد

ظهور E-6، که اغلب به صورت اختصاری E-6 نامبرده می‌شود، یک پروسه کروموژنیک برای ظهور فیلم‌های فوجی‌گروم، اُگتاکروم و دیگر فیلم‌های (اسلاید) عکاسی است.
بر خلاف بعضی از داروهای ظهور اسلاید، مانند: Kodachrome K-14 (که در مراکز ظهور کداک قابل انجام بود)، داروی E-6 با تجهیزاتی شبیه به لوازم ظهور فیلم سیاه و سفید، یا نگاتیو رنگی C-41، برای آماتورها هم قابل استفاده است. فرایند ظهور E-6 نسبت به تغییرات دما بسیار حساس است و برای ثابت نگهداشتن دما نیاز به یک سیستم اتوماتیک دارد.

## تاریخچه
داروی E-6 جایگزین داروهای کداک E-3 و E-4 گردیده است. ظهور E-3 به سرعت باعث بروز خفگی در طی فرایند برگشت تصویر در اثر نور می‌شد. داروی E-4 هم در اثر وجود عامل شیمیایی بوتیل آمین، بسیار سمی بود.

## خواص
بر خلاف ظهور فیلم‌های سیاه و سفید٬ در مراحل نهایی پروسه ئی-۶  ذرات نقره‌ی رو فیلم را از روی فیلم شسته می‌شوند. این فقدان نقره در فیلم ظاهر شده اجازه می‌دهد که فناوریهای دیجیتال پاکسازی ذرات خاک و خراشهای روی فیلم (مانند ICE) بتوانند با استفاده از نور مادون قرمز عکسهای اسکن شده را پاکسازی کنند.
در صورت شستشوی ناقض یا گذشتن از این مرحله٬ عکس‌های ظاهر شده دارای کنتراست بیشتر٬ اشباع رنگ کمتر و فیلم دانه‌های بزرگتر خواهد بود. به این روش «گذشتن از نقره شویی» یا (Bleach Bypass) گفته می‌شود.

## واژه‌نامه
1. ↑  chromogenic
2. ↑  Fujichrome
3. ↑  Ektachrome